# Централно статистическо бюро (Индонезия)
Централното статистическо бюро (на индонезийски: Badan Pusat Statistik) е държавна статистическа организация на Индонезия, пряко отговорна пред президента. Създадена е през 1960 г.

## Преброявания на населението
Агенцията организира преброяванията на населението през 1961, 1971, 1980, 1990, 2000 и 2010 г.